# Lijst van burgemeesters van Oosterwolde (Gelderland)
Dit is een lijst van burgemeesters van de voormalige Nederlandse gemeente Oosterwolde (Gelderland), die op 1 januari 1812 afgesplitst werd van de gemeente Doornspijk en op 1 januari 1818 weer opging in die gemeente.
| Ambtsperiode | Naam burgemeester    | Partij of stroming | Bijzonderheden                              |
| ------------ | -------------------- | ------------------ | ------------------------------------------- |
| 1812         | Barend van Marle     |                    | maire                                       |
| 1812 - 1814  | Willem Hendrik Arnau |                    | maire, 1813 schout                          |
| 1817         | Aart Labots          |                    | vice-burgemeester of fungerend burgemeester |